# یواس‌اس صلیب (دی‌ئی-۴۴۸)

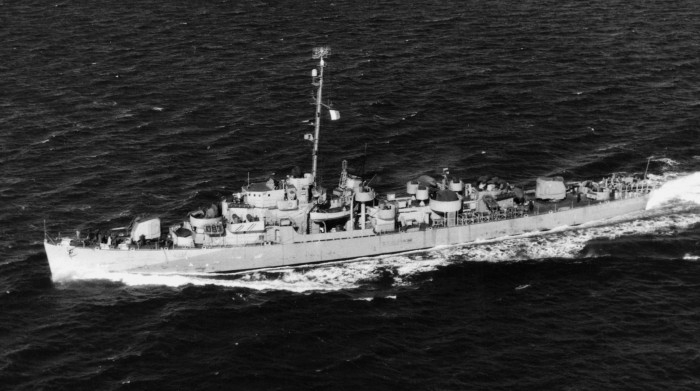
یو اس اس صلیب(دی ئی-۴۸۸)

یواس‌اس صلیب (دی‌ئی-۴۴۸) (به انگلیسی: USS Cross (DE-448)) یک کشتی بود که طول آن ۳۰۶ فوت (۹۳ متر) بود. این کشتی در سال ۱۹۴۴ ساخته شد.